# Viktoria Savs
Viktoria Savs (Bad Reichenhall, Alemania, 27 de junio de 1899-Salzburgo, Austria, 31 de diciembre de 1979) fue una mujer austríaca que durante la Primera Guerra Mundial se enroló en el Ejército austro-húngaro disfrazada de hombre, con el objetivo de permanecer junto a su padre alistado.

## Biografía

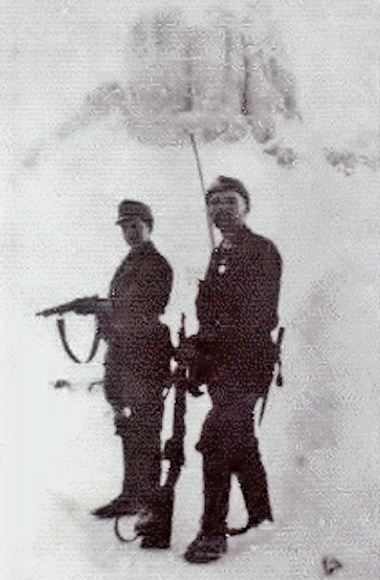
Viktoria con su padre Peter en el frente.

A los cuatro años Victoria quedó huérfana de madre y fue criada por su padre, Peter Savs, en Arco (Trento). Antes de la guerra se trasladaron a Merano (Bolzano), pero en 1914, al inicio del conflicto, Peter fue llamado a filas para combatir en el frente oriental, en el cuerpo de los Kaiserjäger. Pronto resultó gravemente herido; no obstante, después de su curación, decidió presentarse como voluntario en el Landsturm (traducible como "milicia territorial austríaca").
Viktoria, como mujer, solo podía participar en el conflicto como auxiliar, pero estando muy unida a su padre desde la muerte de la madre y gracias al permiso personal del Archiduque Eugenio de Habsburgo, el 10 de junio de 1915 fue inscrita, con el nombre de Viktor Savs, en el batallón de infantería Innsbruck II del Landsturm donde su padre había sido asignado con el rango de cabo. Solo un reducido círculo de soldados y oficiales cercanos sabían que en realidad Viktor era una mujer.
La soldado Viktoria, gracias a su habilidad como correo, sobre todo mediante la utilización de esquíes, y como conductora de mulas, completó numerosas misiones. El 1 de diciembre de 1916 fue transferida bajo orden al comando del sector Tres Cimas bajo el mando del capitán Demian, donde luchó en el frente. El 11 de abril de 1917, con un grupo de soldados irrumpió en Sasso di Sesto (Sextenstein) en los Dolomitas de Sesto, donde capturaron veinte soldados italianos, que ella sola escoltó detrás de la línea del frente bajo el fuego de la artillería enemiga.
El 27 de mayo de 1917, durante una misión como correo, un obús enemigo estalló sobre la pared rocosa bajo la cual la joven soldado estaba pasando, provocando el desprendimiento de una gran roca, que le aplastó el pie derecho. Viktoria sacó su cuchillo y cortó los tendones, que unían el pie preso a la pierna. Prisioneros de guerra rusos, que hacían guardia, la trajeron de vuelta; Viktoria luchó contra la muerte durante tres meses en el hospital militar del campo de Sillian. Allí sufrió la amputación de la pierna derecha por debajo de la rodilla, sobreviviendo a la difícil y arriesgada operación. Para entonces su verdadero género ya había sido descubierto.
Por su comportamiento ejemplar y valiente en batalla recibió honores militares, entre los cuales una medalla de bronce al valor militar, la cruz al mérito del emperador Carlos I de Austria y una medalla de plata de I clase al valor militar. Incapacitada para la lucha, una vez recuperada Viktoria Savs prestó servicio como enfermera voluntaria de la Cruz Roja en el mismo campo, donde recibió un posterior honor: la cruz de plata al valor de la Cruz Roja. 
En la posguerra era usual su participación en las reuniones de veteranos. La 'Heeresunteroffiziersakademie (HUAk, academia austríaca para suboficiales) nombraría con su nombre el curso de 1999. Murió el 31 de diciembre de 1979 en Salzburgo a la edad de 80 años y fue enterrada con todas sus condecoraciones en el cementerio de esa ciudad.

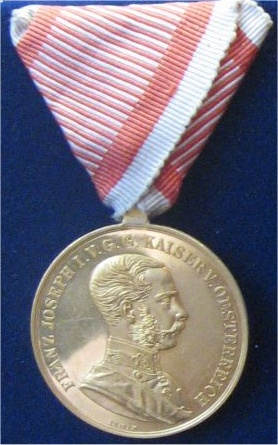
Medalla austríaca al valor militar en la versión en uso durante la Primera Guerra Mundial.